# Anemesia incana
Anemesia incana är en spindelart som beskrevs av Sergei Zonstein 200. Anemesia incana ingår i släktet Anemesia och familjen Cyrtaucheniidae. Inga underarter finns listade i Catalogue of Life.